# Hạ trắng
"Hạ trắng" là một ca khúc trữ tình do Trịnh Công Sơn sáng tác năm 1961 (sau bài "Diễm xưa"). Bài hát đã được rất nhiều ca sĩ thể hiện, thành công nhất là: Khánh Ly, Lệ Thu, Tuấn Ngọc, Hồng Nhung, Elvis Phương.